# 周进强
周进强（1964年10月16日—），河北人，中华人民共和国政治人物。曾任国家体育总局党组成员、副局长，中国举重协会主席。